# Nerá (Agathonísi)
Nerá, en grec moderne : Νερά ou Neronísi (Νερονήσι), est un îlot rocheux au large de l'île d'Agathonísi, en Égée-Méridionale, Grèce. 
Selon le recensement de 2011, l'îlot est inhabité.
Il est classé par le réseau écologique européen Natura 2000, comme zone de protection spéciale pour les espèces Faucon d'Éléonore, Goéland d'Audouin, Cormoran huppé et Puffin yelkouan.